# 마하사라캄주
마하사라캄주(태국어: มหาสารคาม)는 태국 북동부의 주(창왓)의 하나이다. 이웃한 주는 북쪽부터 시계 방향으로 깔라신 주, 로이엣 주, 수린 주, 부리람 주, 콘깬 주이다. 동쪽은 라오스의 살라완 주와 접한다.
주도는 마하사라캄이다. 이곳에는 태국 북동부의 주요 대학인 마하사라캄 대학교가 있다.

## 지리
주는 대부분이 논으로 이루어진 평야이고 북쪽과 동쪽에 작은 언덕이 있을 뿐이다. 주의 해발고도는 130~230m 사이이다. 주의 주요 강으로 치 강이 있다.

## 역사
마하사라캄은 원래 1865년에 로이엣의 위성 도시로서 세워졌다. 로이엣의 지배자는 새로운 마을에 9,000명의 사람을 보냈고 그의 사촌 중 한 사람을 지배자로 삼았다. 1868년에 방콕의 중앙 정부는 로이엣의 힘을 약화시킬 목적으로 마하사라캄을 방콕의 감독하에 두었다.

## 행정 구역
주에는 13개의 암프(군)와 더 세부 행정구역인 133개의 땀본 그리고 1804개의 무반 (행정 구역)이 있다.
| 1. 므앙마하사라캄군 2. 깨담군 3. 꼬숨피사이군 4. 깐타라위차이군 5. 치앙은군 6. 보라브군 7. 나츠악군 | 1. 파야카품피사이군 2. 와삐빠툼군 3. 나둔군 4. 양시수랏군 5. 꿋랑군 6. 츤촘군 |